# くじら座ベータ星
くじら座β星は、くじら座の恒星で2等星。

## 概要
日本から見ると、秋の空低くに昇ってくる。だが、周囲に目立って明るい星があまりないため、容易に見つけることができる。秋の空では目立つペガスス座の四角形のうち、アンドロメダ座α星とペガスス座γ星をつなぎ、南へ伸ばした延長線上に見つけることができる。
橙色に輝く巨星。回転変光星でありごくわずかに変光するが、眼視観測では変光はわからない。
太陽の近隣の星の中では、最も強いX線星の一つであり、X線放射は太陽の2,000倍。磁力的に加熱された、数百万Kのコロナに由来する高エネルギー輻射を持つ。X線活動は、核でヘリウム燃焼が起こっている段階であることと関連しているようだ。核は1億K以上に達し、核融合によってヘリウムを炭素に変換している。磁気により、自転はかなり遅い。

## 名称
学名はβ Ceti（略称はβ Cet）。固有名のディフダ (Diphda) は、アラビア語で「二匹目の蛙」を意味する الضفدع الثاني aḍ-ḍafdaʿ aṯ-ṯānī に由来する。2016年8月21日に国際天文学連合の恒星の命名に関するワーキンググループ (Working Group on Star Names, WGSN) は、Diphda をくじら座β星の固有名として正式に承認した。
別名のデネブ・カイトス (Deneb Kaitos) は、アラビア語で「海の怪物の南側の尾」を意味する ألضنب ألقيتوس ألجنوب - Al Dhanab al Ḳaiṭos al Janūbīyy に由来する。